# Last Leaf Down
Last Leaf Down est un groupe de shoegazing suisse, originaire de Beinwil, dans le canton de Soleure.

## Biographie
Le groupe est formé à l'automne 2003 par deux membres, Daniel Dorn (basse) et Sascha Jeger (guitare). Leur style musical était alors un dark metal aux influences d'Anathema et Katatonia. En 2007, Thomas Ryf (chant, guitare) et Dominik Meier (batterie) quittent le groupe et sont remplacés respectivement par Benjamin Schenk et Patrick Hof. Au travers de changements personnels, le groupe continue alors sa conversion déjà entamée vers le post-rock et le shoegazing.
Au début de 2011, le groupe publie indépendamment son premier EP, le promotionnel Escaping Lights, et en 2013 plusieurs démos via les réseaux sociaux, ce qui leur permet alors de s'attirer l'attention de la presse spécialisée ainsi que de nouveaux fans. Au printemps 2012, le groupe joue au BScene Festival.
En 2014, Last Leaf Down signe un contrat avec Lifeforce Records, label sous lequel leur premier album studio, intitulé Fake Lights, est publié la même année. La version italienne du magazine Metal Hammer décrit un album new wave et ambient.
Trois ans plus tard, le groupe publie un nouvel album intitulé Bright Wide Colder, le 25 mars 2017 en Europe.

## Style musical
Le style musical du groupe, selon TeleBasel, s'inspire d'un genre établi en Angleterre à la fin des années 1980 et au début des années 1990 par des groupes comme The Jesus and Mary Chain, My Bloody Valentine, Lush ou Spacemen 3, caractérisés par des morceaux de guitare polyphoniques et distordus.

## Discographie

### Albums studio
- 2014 : Fake Lights (Lifeforce Records)
- 2017 : Bright Wide Colder (Lifeforce Records)

### EP
- 2011 : Escaping Lights
- 2014 : The Theme (Lifeforce Records)
- 2016 : Street Spirit (reprise de Radiohead) (Lifeforce Records)
- 2016 : The Path (Lifeforce Records)